# Louis Deroubaix
Louis Deroubaix (ou De Roubaix), né le 10 mars 1813 à Estaimpuis et mort le 22 mai 1897 à Bruxelles est un médecin, chirurgien et professeur à l'Université libre de Bruxelles,.

## Biographie
Louis François Joseph Deroubaix, né le 10 mars 1813 à Estaimpuis, est le fils de François Deroubaix, boulanger, et de Catherine Bolus. Il fait des études secondaires classiques et obtient en 1835 un doctorat en médecine, chirurgie et accouchement à l'Université de Louvain. De 1841 à 1894, il professe à l'Université libre de Bruxelles (ULB). Il occupe le poste de recteur de l’Université libre de Bruxelles de 1861 à 1862. Passionné d'anatomie, il sera à la base de la création du musée d'anatomie et d'embryologie humaines de l'Université libre de Bruxelles qui existe encore à l'heure actuelle.
Dans des affaires judiciaires, il opère également comme médecin légiste à la demande des autorités publiques.
Après avoir supervisé le service de chirurgie à l'hôpital Saint-Pierre de Bruxelles, il prend la tête du service de chirurgie de l'hôpital Saint-Jean de Bruxelles en 1861 en remplacement du baron Louis Seutin décédé la même année.
Louis Deroubaix est un précurseur des méthodes antiseptiques modernes. Le premier, il applique en Belgique la méthode antiseptique de Lister qui fait appel à l'huile phéniquée. De même, il a cherché à soustraire les grandes plaies aux germes atmosphériques avec de la teinture d'iode. Dans le cadre de son métier de chirurgien, il perfectionne les bandages amidonnés et met notamment au point des procédés nouveaux de traitement des luxations de l’épaule et des hernies inguinales.
En 1863, il est nommé membre titulaire de l'Académie royale de médecine de Belgique et membre associé de l'Académie de médecine de Paris en 1885.
Chirurgien et médecin-adjoint du roi Léopold II, il refuse le titre de baron par modestie « ne voulant pas sortir de la classe sociale dans laquelle il est né ».
À la suite de son décès le 22 mai 1897 à Bruxelles, il reçoit des funérailles officielles à la cathédrale Saint-Jacques-sur-Coudenberg de Bruxelles avec les honneurs militaires et est inhumé au cimetière de Bruxelles à Evere.

## Hommages et distinctions
Le musée d'anatomie et d'embryologie de l'ULB à Bruxelles a été baptisé « Musée d'anatomie et d'embryologie Louis Deroubaix ».
Les distinctions suivantes lui ont été attribuées :
- Grand officier de l'ordre de Léopold en 1891 (Belgique).
- Officier de la Légion d'honneur (France).

## Publications
- Quel est le meilleur mode de traitement dans les fractures des membres, 1836
- Des causes de la non-réussite de l'opération césarienne, 1850
- De la prophylaxie de l'infection purulente, 1851
- De l'avenir des villes en général et de Bruxelles en particulier sous le rapport de l'assainissement, 1866
- Traité des fistules uro-génitales de la femme, 1870
- Des égouts de la ville de Bruxelles et des moyens de les assainir, 1871